# Фарфоровая мануфактура Ансбах-Бруккберг
 Фарфоровая мануфактура Ансбах-Бруккберг (нем. Porzellanmanufaktur Ansbach-Bruckberg) — одна из старейших фарфоровых мануфактур в Германии после Майсенской, мануфактур в Нимфенбурге, Хёхсте и Фюрстенберге. Основана в 1758 году. Марки: синяя подглазурная литера «А», иногда — герб города Ансбаха: крыша с тремя рыбами.

## История
Мануфактура Ансбах-Брукберг возникла в 1758 году на основе небольшой фаянсовой фабрики Ансбаха, в Баварии, основанной в 1710 году маркграфом Вильгельмом Фридрихом. Для этой цели маркграф набрал рабочих из Майсена. В 1763 году мануфактура была переведена в охотничий домик Бруккберг.
С 1758 года в Ансбахе наряду с фаянсом стали выпускать изделия из белого фарфора под покровительством маркграфа Александра Бранденбургского. Руководил производством фарфора арканист И. Ф. Кендлер (однофамилец знаменитого И. И. Кендлера). Когда в 1806 году Ансбах оказался частью Королевства Бавария, фабрика стала королевским предприятием Виттельсбахов. В 1860 году прекратила свою деятельность по финансовым обстоятельствам.

## Мастера и продукция мануфактуры
«Продукция мануфактуры в целом была эклектичной: в разные периоды своего существования она испытывала влияния Майсена, Берлина и Нимфенбурга». В 1710—1712 годах в Ансбахе работал мастер И. К. Рипп из Франкфурта, ранее учившийся в Голландии, в Делфте. Позднее — знаменитый мастер Адам-Фридрих фон Лёвенфинк (1714—1754), прибывший из Майсена. Изделия расписывали арабесками, барочным орнаментом, после 1720 года — руанскими ламбрекенами, японским декором имари (стиль какиэмон) и узорами «парчового стиля».
Выпускали также изделия красного фаянса с рельефным декором и росписью золотом и серебром в подражание «красным глинам» Китая, а также фарфоровые статуэтки в стиле рококо, включая восточные мотивы. Самая большая коллекция фаянса и фарфора мануфактуры выставлена в «Резиденции Ансбах», где расположен городской музей.

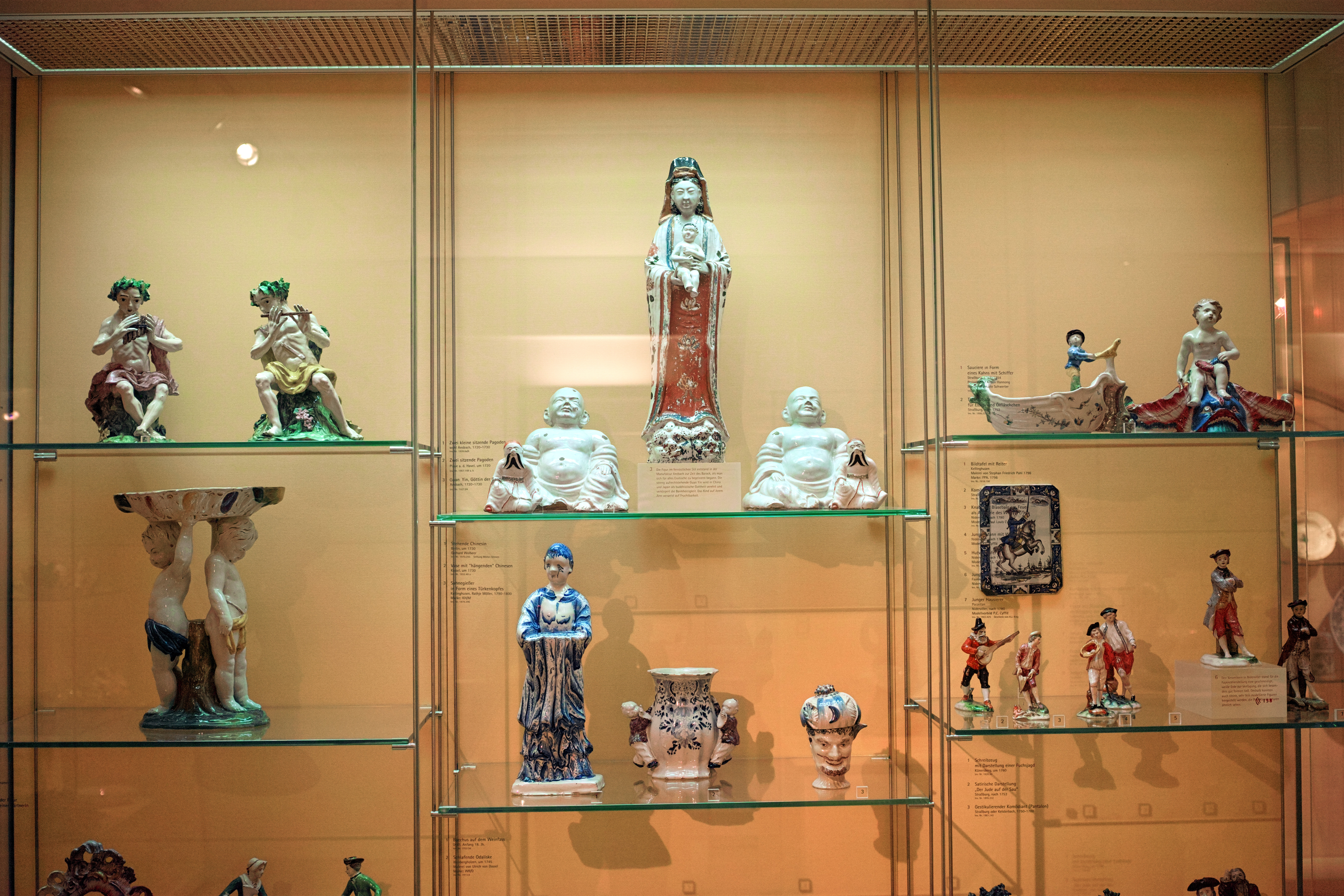
Фарфоровая пластика мануфактуры. Витрина в Музее художественных ремёсел в Гамбурге
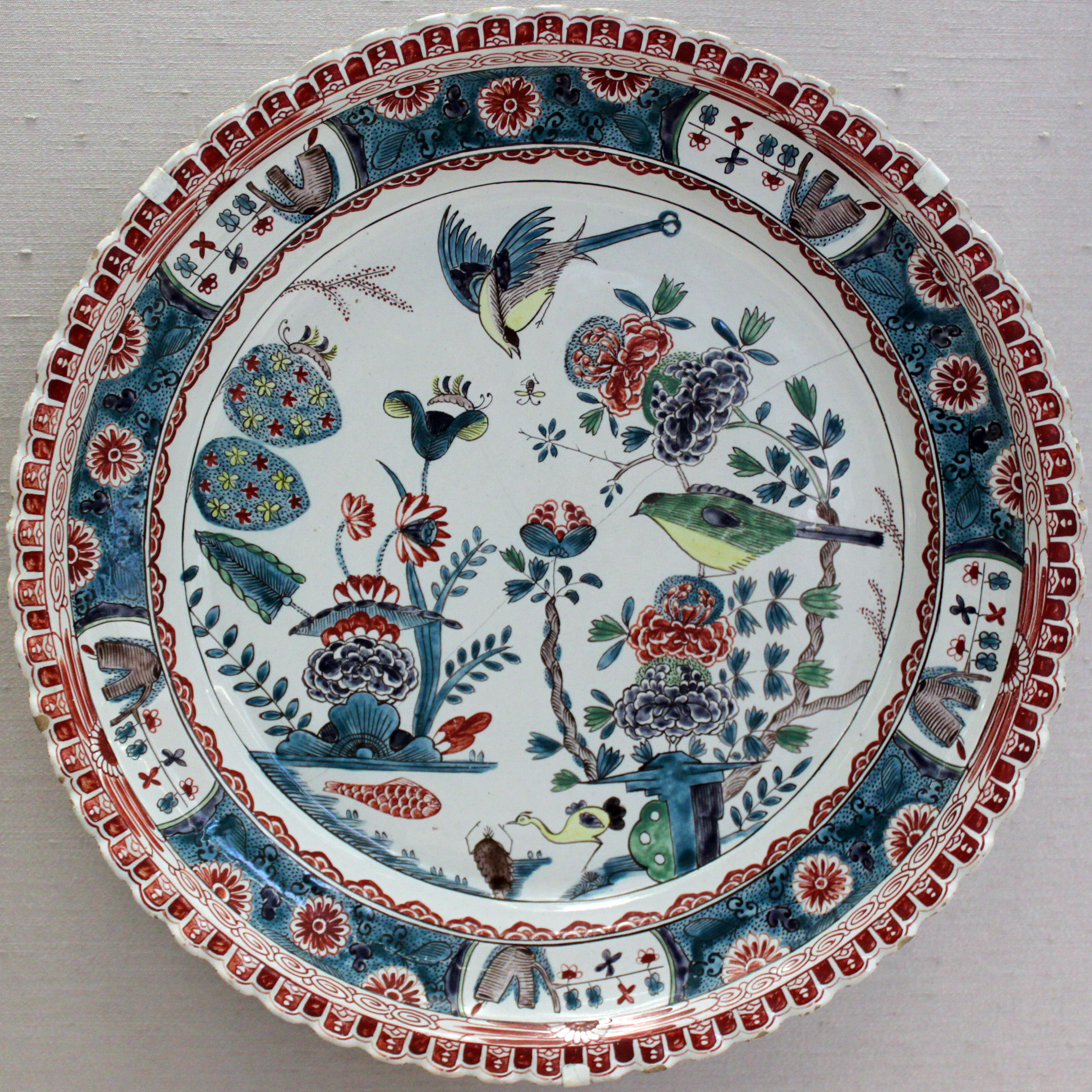
Тарелка с росписью в подражание изделиям «зелёного семейства» китайского фарфора. 1730
Турок и турчанка
Бонбоньерка (конфетница) с крышкой